# Michael McLaverty
Michael McLaverty (* 5. Juli 1904 in Carrickmacross, County Monaghan; † 20. März 1992 in County Down)  war ein irischer Schriftsteller, Autor von Romanen und Kurzgeschichten.

## Leben
Sein Vater arbeitete in einem Hotel in der Grafschaft, bis er nach Rathlin Island und später nach Belfast zog, als er gerade 5 Jahre alt war. Nachdem er sich in Belfast niedergelassen hatte, besuchte er das St Malachy’s College. Dort entwickelte er eine große Bewunderung für Shakespeares Literatur. Später besuchte er die Queen’s University Belfast (QUB), wo er 1927 seinen BSc und 1933 seinen MSc erwarb. Danach unterrichtete er an der St. John’s Grundschule in Belfast.
Während seiner Zeit als Lehrer an der St. John’s Grundschule schrieb er seine ersten fünf Romane und fünfzehn Kurzgeschichten. In den 1930er Jahren hatte McLaverty einen unverwechselbaren Stil präziser, unsentimentaler, aber mitfühlender Kurzgeschichten entwickelt. In den späten 1930er Jahren verlagerte er seine Energie jedoch von der Kurzgeschichte auf den Roman.

## Ausgewählte Werke
- Call My Brother Back (1932)
- Lost Fields (1941)
- In This Thy Day (1945)
- School for Hope (1954)
- Collected Short Stories (1978)